# Communauté de communes du Savinois-Serre-Ponçon
La communauté de communes du Savinois-Serre-Ponçon est une communauté de communes française, située dans le département des Hautes-Alpes en région Provence-Alpes-Côte d'Azur.

## Historique
La loi no 2015-991 du 7 août 2015 portant nouvelle organisation territoriale de la République, dite « loi NOTRe », impose aux structures intercommunales un seuil minimal de population de 15 000 habitants pour pouvoir se maintenir, assorti de dérogations, sans pour autant descendre en-dessous de 5 000 habitants. Le département des Hautes-Alpes étant classé en zone de montagne, c'est ce dernier seuil qui s'applique.
La communauté de communes du Savinois-Serre-Ponçon a l'obligation de fusionner, car la population est inférieure au seuil minimal préconisé par la loi pour le département (2 237 habitants en 2012). La première version du schéma départemental de coopération intercommunale (SDCI) des Hautes-Alpes faisant suite à la loi NOTRe, dévoilé en octobre 2015, prévoyait :
- sa fusion avec la communauté de communes de l'Embrunais, les deux communautés de communes partageant le même bassin de vie et la gestion des déchets étant assurée par un même syndicat ;
- l'intégration des communes de Chorges (issue de la communauté de communes de la vallée de l'Avance) et de Rousset (issue de la communauté de communes du Pays de Serre-Ponçon). Ces deux communes bordent le lac de Serre-Ponçon et « leur rattachement est logique et indispensable afin de participer au développement économique et touristique du lac ».

Après consultation de la commission départementale de coopération intercommunale du 17 mars 2016 précédant l'adoption de la deuxième version du SDCI :
- la communauté de communes du Savinois-Serre-Ponçon fusionnera avec celle de l'Embrunais ;
- Chorges sera bien intégrée dans la nouvelle structure intercommunale ;
- en revanche, Rousset rejoindra la nouvelle communauté de communes « Vallée de l'Avance – Pays de Serre-Ponçon », et cette commission a décidé d'intégrer Pontis, issue de la communauté de communes Vallée de l'Ubaye.

Le SDCI projetait le nom de « communauté de communes autour du Lac de Serre-Ponçon ». L'arrêté préfectoral du 2 novembre 2016 prononçant la fusion des deux communautés de communes et l'intégration de deux communes officialise le nom de « communauté de communes de Serre-Ponçon ».

## Territoire communautaire

### Géographie
La communauté de communes du Savinois-Serre-Ponçon est située au sud du département des Hautes-Alpes, dans l'arrondissement de Gap. Elle est rattachée au bassin de vie d'Embrun et appartient au Pays Serre-Ponçon Ubaye Durance.
Le territoire communautaire s'étend du nord au sud de Réallon à Savines-le-Lac ; il est traversé par la route nationale 94, axe reliant Gap à Embrun et Briançon, et desservant notamment la principale commune Savines-le-Lac ; le pont de Savines franchit le lac de Serre-Ponçon. La route départementale 954 dessert Le Sauze-du-Lac, en direction de la vallée de l'Ubaye et Barcelonnette.

### Composition
La communauté de communes contenait les communes de Prunières,
Puy-Saint-Eusèbe, Puy-Sanières, Réallon, Saint-Apollinaire, Le Sauze-du-Lac et Savines-le-Lac.

### Démographie
| 1968  | 1975  | 1982  | 1990  | 1999  | 2008  | 2013  |
| ----- | ----- | ----- | ----- | ----- | ----- | ----- |
| 1 325 | 1 290 | 1 329 | 1 489 | 1 704 | 2 242 | 2 253 |

## Administration

### Siège
Le siège de la communauté de communes est situé à Savines-le-Lac.

### Les élus
La communauté de communes est gérée par un conseil communautaire composé de 19 membres représentant chacune des communes membres et élus jusqu'à la disparition de la structure intercommunale.
Ils sont répartis comme suit : sept membres pour la commune de Savines-le-Lac et deux pour les autres communes.
Les maires de Prunières, Puy-Saint-Eusèbe, Puy-Sanières et Réallon sont conseillers communautaires.

### Présidence
Le conseil communautaire de 2014 a élu son président, Victor Berenguel (maire de Savines-le-Lac), et désigné ses quatre vice-présidents qui sont :
1. Yves Lelong, maire de Saint-Apollinaire ;
2. Gérérd Calvisi, élu à Savines-le-Lac ;
3. Christian Corneloup, élu à Réallon ;
4. Valérie Grenard, maire du Sauze-du-Lac.

### Compétences
L'intercommunalité exerce des compétences qui lui sont déléguées par les communes membres :
Compétences obligatoires
- aménagement de l'espace (SCOT et schéma de secteur, réserves foncières communautaires, développement des technologies de l'information et de la communication, mise en place d'un système d'information géographique à l'échelle communautaire, charte signalétique pour mise en valeur du patrimoine intercommunal, possibilité de participation dans le cadre de l'élaboration d'un plan local d'urbanisme) ;
- développement économique (conduite et participation financière à des actions de développement économique).

Compétences optionnelles
- protection et mise en valeur de l'environnement (collecte et traitement des ordures ménagères, politique de valorisation du patrimoine naturel, promotion du développement durable, marchés publics pour les voies communautaires) ;
- voirie (gestion et entretien de la voirie communautaire sauf exceptions relevant de la commune) ;
- tourisme ;
- politique locale de l'habitat.

Compétences facultatives
- services d'incendie et de secours ;
- culture ;
- sports ;
- actions à caractère social et service de proximité ;
- actions à caractère communal ou intercommunal.

### Régime fiscal et budget
La communauté de communes est soumise à la fiscalité additionnelle.

### Sources et liens externes
- SPLAF (Site sur la Population et les Limites Administratives de la France)
- Base nationale sur l'intercommunalité
- Site officiel
- Office de tourisme du Savinois - Serre-Ponçon